# Triangle urogénital
Le triangle urogénital est la partie antérieure du périnée. Chez les femelles de mammifères, il contient le vagin et d'autres parties près de l'appareil génital externe.

## Composition
La composition du triangle urogénital diffère sensiblement entre l'homme et la femme. Quelques composants de celui-ci sont :
- Nerfs scrotaux postérieurs / nerfs labiaux postérieurs
- Urètre
- Vagin
- Glande bulbo-urétrale / Glande vestibulaire majeure
- Muscles
  - Muscles périnéaux transverses superficiels
  - Muscle ischio-caverneux
  - Muscle bulbo-spongieux
- Pilier du pénis / pilier du clitoris
- Bulbe du pénis / bulbe du vestibule
- Diaphragme urogénital
- Corps musculaire du périnée
- Sac périnéal superficiel et Sac périnéal profond
- Vaisseaux sanguins et lymphatiques